# Love with the Proper Stranger
Love with the Proper Stranger és una  pel·lícula estatunidenca dirigida per Robert Mulligan, estrenada el 1963.

## Argument
Rocky Papasano, jove músic novaiorquès immadur i bohemi, és un dia contactat per Angela, una venedora amb la qual ha tingut una aventura d'un vespre i que ha oblidat. Li anuncia que està embarassada i li demana ajuda per tal de recórrer a un avortament. Els dos joves aconsegueixen trobar els diners necessaris, però, enfrontats a una avortadora clandestina, fan marxa enrere, rebutjats pel context sòrdid i atacats per un sentiment de culpabilitat. S'entén que Angela, amant de Rocky, està decebuda per no rebre la resposta que esperava del que creia ser el seu «príncep blau». Paral·lelament, tots dos procedeixen de famílies immigrades italianes pque es fan càrrec de la seva situació, ja que Angela viu encara amb els seus pares, d'aquí la precipitació de casar-se per les seves famílies. Mentre Rocky, sota la pressió dels clans familiars, està a punt per casar-se amb Angela, aquesta rebutja orgullosament una proposició dictada pels pares i decideix assumir-ho sola canviant-se de casa i anant a un pis independent. Rocky, que té por d'entrar en el món adult, es preocupa pel futur del seu futur fill, i d'Angela que no deixa més sola. De cop, descobreix l'amor que li professa des del començament i, afectat al seu torn per aquest sentiment, acaba declarant-se d'una manera tan seductora com la del príncep blau.

## Repartiment
- Steve McQueen: Rocky Papasano
- Natalie Wood: Angela Rossini
- Tom Bosley: Anthony Colombo
- Herschel Bernardi: Dominick Rossini
- Edie Adams: Barbie
- Michael Enserro: Moish
- Penny Santon: Mama Rossini
- Frank Marth: Carlos
- Augusta Ciolli: Sra. Papasano
- Mario Badolati: Elio Papasano
- Richard Mulligan: Louie
- Elena Karam: l'avortista
- Wolfe Barzell: el pare
- Virginia Vincent: Anna
- Val Avery (No surt als crèdits): Stein

## Producció

### Cançó
- Love with the Proper Stranger, lletra de Johnny Mercer i música d'Elmer Bernstein, interpretada per Jack Jones (a la radio).

### Rodatge
- Exteriors: Nova York.

## Rebuda
La revista Variety escriu que 
| « | la pel·lícula és poc estable, navegant entre escenes substancials i realistes i d'altres on la realitat és suplantada per bestieses deliberadament exagerades. Feliçment, la pel·lícula resisteix a aquests punts febles gràcies a la seva autèntica frescor i al magnetisme animal de les seves dues estrelles | » |

 Mentre l'AMC destaca 
| « | estrany i passat de moda, aquest clàssic menor de començaments dels anys 1960, posa en presència McQueen com a músic tapaforats i Wood com «un caramel que viu encara amb els seus pares» que, després d'una aventura sense futur, es troben quan Wood descobreix que està embarassada. Usant valors tant pro avortament com profamiliars, Una certa trobada és a l'aurora de les carreres de les dues estrelles, però és un bonic parèntesi | » |

## Premis i nominacions

### Premis
- 1964: Festival internacional de cinema del Mar del Plata: Premi a la millor actriu a Natalie Wood
- 1964: Premis Laurel: Golden Laurel a la millor intèrpret dramàtica (2n lloc) a Natalie Wood

### Nominacions
- 1964: Oscar a la millor actriu per Natalie Wood
- 1964: Oscar al millor guió original per Arnold Schulman
- 1964: Oscar a la millor fotografia per Milton R. Krasner
- 1964: Oscar a la millor direcció artística per Hal Pereira, Roland Anderson, Sam Comer i Grace Gregory.
- 1964: Oscar al millor vestuari per Edith Head
- 1964: Globus d'Or a la millor actriu dramàtica per Natalie Wood
- 1964: Globus d'Or al millor actor dramàtic per Steve McQueen
- 1964: Premis Laurel: Golden Laurel al millor drama (4t lloc)